# سيجي شيبا
سيجي شيبا (باليابانية: 千葉誠治؛ بالكانا: ちば せいじ) هو منتج أفلام وكاتب سيناريو ومخرج ياباني، ولد في 11 نوفمبر 1964 في يوكوهاما في اليابان.

## وصلات خارجية
- سيجي شيبا على موقع IMDb (الإنجليزية)
- سيجي شيبا على موقع ألو سيني (الفرنسية)
- سيجي شيبا على موقع أول موفي (الإنجليزية)
- سيجي شيبا على موقع قاعدة بيانات الأفلام السويدية (السويدية)
- سيجي شيبا على موقع قاعدة بيانات الفيلم (الإنجليزية)
- سيجي شيبا على موقع كينوبويسك (الروسية)